# Vince Cannon
Vince Cannon (* 9. Dezember 1937 in Philadelphia, Pennsylvania als Vincent Aloysius Carrelli; † 15. August 1998 in Los Angeles, Kalifornien) war ein US-amerikanischer Filmschauspieler, Filmproduzent und Filmschaffender der 1977 zusammen mit Dyan Cannon für den von ihnen produzierten Kurzfilm Number One für einen Oscar nominiert war.

## Biografie
Nach seinem Abschluss an der Villanova University startete Cannon seine Karriere als Schauspieler. Seinen ersten Auftritt als Schauspieler hatte er in der Folge Mark Elliott der Fernsehserie Love Is a Many Splendored, die sich um die koreanische Einwanderin Mia Elliot dreht. Daran schlossen weitere Arbeiten fürs Fernsehen an. Cannons erster Kinofilm war 1973 der Mysterythriller Blade – Der Kontrabulle mit John Marley in der Hauptrolle eines Kommissars, der einen Serienmörder finden muss, der Frauen hasst. Cannon war in einer kleineren Rolle als Morgan besetzt. In dem im darauffolgenden Jahr veröffentlichten Action-Krimi-Drama The Manhandlers spielte er die tragende Rolle des Frank, in der Geschichte einer jungen Frau, die von ihrem Onkel unter anderem auch ein Bordell erbt. 1975 spielte Cannon in einer Folge der Fernsehserie Detektiv Rockford – Anruf genügt an der Seite von James Garner sowie in der Krimiserie McMillan & Wife, in der Rock Hudson die Titelrolle innehatte. Keine Gnade, Mr. Dee! von 1976 war ein weiterer seiner Kinofilme. In dem Actiondrama von Richard T. Heffron war er als Johnny Dee besetzt und arbeitete mit James Mitchum und Anne Archer zusammen. Die Filmhandlung dreht sich um einen modernen Cowboy, der den Mord an seiner von zu Hause weggelaufenen Schwester rächt. Den Kurzfilm Number One von 1976 produzierte Cannon gemeinsam mit Dyan Cannon, deren persönlicher Manager er über einen Zeitraum von dreizehn Jahren war. Das Duo wurde für und mit dem Film für einen Oscar nominiert, der jedoch an Andre R. Guttfreund und Peter Werner und ihren Film In the Region of Ice ging, in dem eine Nonne sich eines emotional gestörten Jungen annimmt. Number One thematisiert die erwachende Sexualität von Kindern, die sich im Umzugsbereich eines Schulschwimmbades ausziehen. 
In dem komödiantischen Roadmovie Von Küste zu Küste von 1980 war Cannon im Produzententeam, Dyan Cannon war in der Hauptrolle einer jungen Frau besetzt, die aus einer Nervenheilanstalt geflohen ist und mit einem Lastwagenfahrer durchs Land zieht. In der Fernsehserie Golden Girls wirkte Cannon 1986 in der Folge Blanche in Panik mit. Der halbautobiografische Film The End of Innocence von 1990, in dem Dyan Cannon die Hauptrolle spielte, wurde ebenfalls von Vince Cannon produziert. Im Film geht es um eine überforderte Frau. Der letzte Film, an dem Cannon beteiligt war, war Havasu Heat von 1998, in dem es um Frauen, Motorräder, Explosionen und Schießerei geht. Er spielte darin die Hauptrolle. 
Vince Cannon war mit der Bildhauerin und Malerin Artis Lane verheiratet, für die er mehr als 100 Ausstellungen ihrer Gemälde und Skulpturen in Nordamerika und Europa organisierte. Zudem war er Kurator der Artis Lane Gallery in Santa Monica, aktiv in der Rosa-Parks-Foundation, Share, der Michael-Jordan-Foundation, dem Martin Luther King-Drew-Medical-Center, der Venice Family Clinic und der Magic-Johnson-Foundation. Er war auch Gründungsmitglied von Artists for a Free South Africa. Vince Cannon erlag am 15. August im Alter von 60 Jahren einem  unbekannten Leiden.

## Filmografie (Auswahl)
– als Schauspieler, wenn nicht anders angegeben –
- 1967: Love Is a Many Splendored Thing (Fernsehserie, #4 Mark Elliott)
- 1968: Dayton’s Devils
- 1970: Wo die Liebe hinfällt (Love, American Style, Folge Love and the Big Date/Love and the Longest Night)
- 1971: Killersatelliten (Earth II; Fernsehfilm)
- 1973: In der Falle des Lockvogels (The Bait; Fernsehfilm)
- 1973: Blade – Der Kontrabulle (Blade)
- 1974: The Manhandlers
- 1975: Detektiv Rockford – Anruf genügt (The Rockford Files, Folge Say Goodbye to Jennifer)
- 1975: McMillan & Wife (Fernsehserie, Folge Aftershock)
- 1976: Keine Gnade, Mr. Dee! (Trackdown)
- 1976: Number One (Kurzfilm; auch Produzent)
- 1977: Pazifikgeschwader 214 (Baa Baa Black Sheep; Fernsehserie, Folge Last One for Hutch)
- 1978: Youngblood
- 1980: Von Küste zu Küste (Coast to Coast; nur Produzent)
- 1985: Fast Forward – Sie kannten nur ein Ziel (Fast Forward)
- 1986: Golden Girls (The Golden Girls; Fernsehserie, Folge Blanche in Panik)
- 1987: Dieses süße Leben (Easy Street; Fernsehserie, Folge The Check Is in the Mail)
- 1988: Disney-Land (Fernsehserie; nur Berater)
- 1990: The End of Innocence (nur Produzent)
- 1998: Havasu Heat

## Auszeichnungen
- Oscarverleihung 1977: Oscarnominierung mit und für den Film Number One in der Kategorie „Bester Kurzfilm“